# Lolohowa
Lolohowa is een bestuurslaag in het regentschap Nias Selatan van de provincie Noord-Sumatra, Indonesië. Lolohowa telt 585 inwoners (volkstelling 2010).